# Balichakkar, Yadgir
Balichakkar là một làng thuộc tehsil Yadgir, huyện Gulbarga, bang Karnataka, Ấn Độ.